# SAP IQ
SAP IQ (wcześniej SAP Sybase IQ lub Sybase IQ) rozwiązanie firmy SAP z obszaru Business Intelligence. SAP IQ to serwer analityczny, który został zoptymalizowany do obsługi hurtowni danych i aplikacji wspierających podejmowanie decyzji.
Przeznaczony jest do wydajnej analizy dużych ilości danych. Zawiera opatentowaną technologię Vertical Partitioning. Jest to kolumnowa baza danych (CODB). Dane przechowywane są kolumnami (każda kolumna oddzielnie), a nie wierszami (rekordami) jak to ma miejsce w konwencjonalnych bazach danych. Przyczynia się to do bardzo szybkiej obsługi złożonych, nieplanowanych zapytań. SAP IQ nie wymaga czasochłonnego i kosztownego dostrajania, aby utrzymać wysoką wydajność przetwarzania zapytań.